# Szarvady Gyula

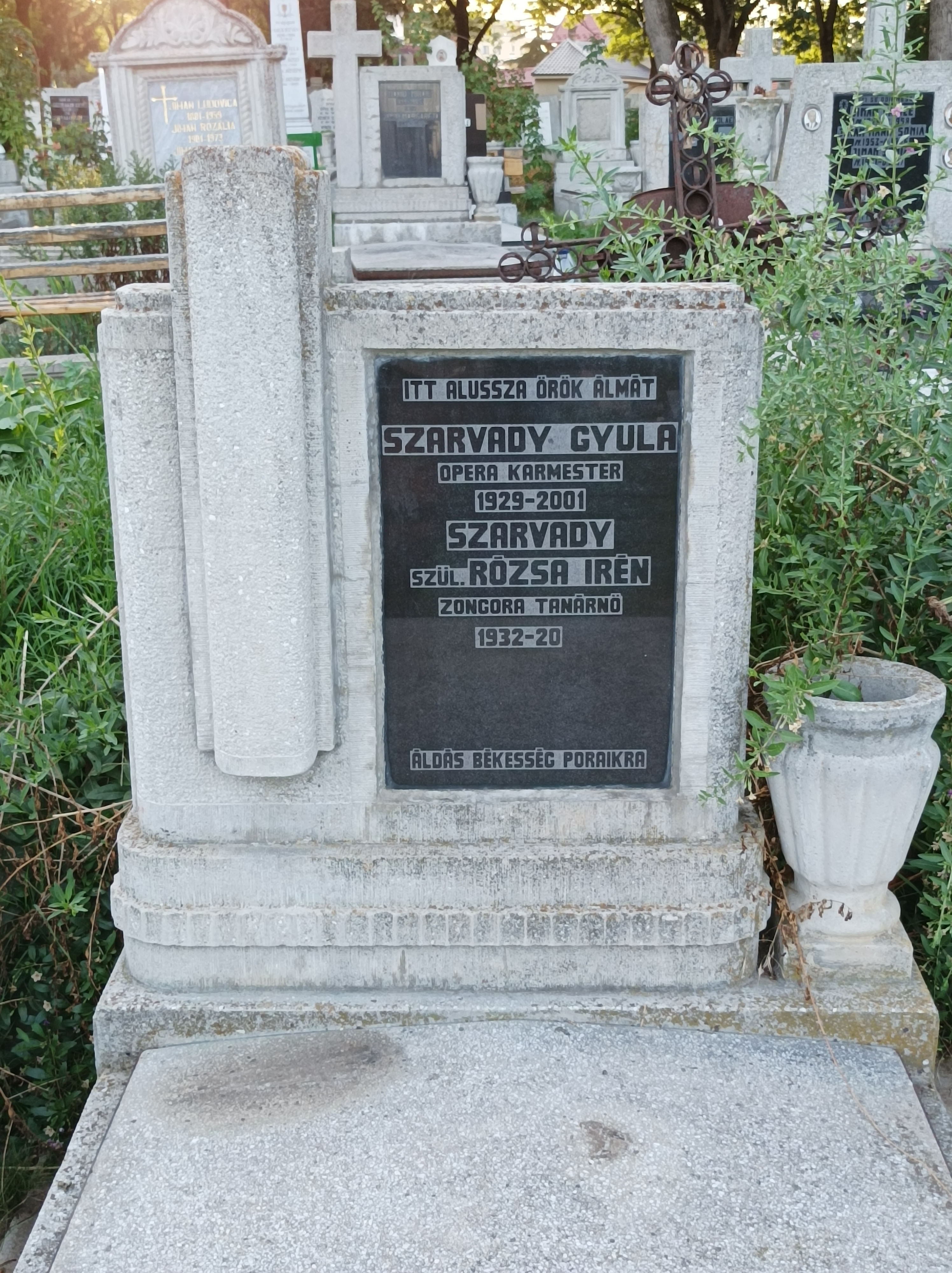
Sírja a Kismező utcai temetőben

Szarvady Gyula (Arad, 1929. szeptember 6. – Kolozsvár, 2001. április 29.)  erdélyi magyar zeneszerző, karmester.

## Életútja
Szülővárosában, a Római Katolikus Gimnáziumban érettségizett (1948), majd a kolozsvári Gheorghe Dima Zeneakadémián szerzett oklevelet (1953). Karmesteri pályafutása elsősorban a zenés színházhoz kapcsolódott, a a kolozsvári Magyar Operánál korrepetitor, karigazgató (1953–62), majd Marosvásárhelyen az Állami Székely Népi Együttes vezető karmestere (1962–72), a Zenelíceum zenekarának vezetője (1962–72), a konstancai Dalszínház karmestere (1972–74), majd nyugdíjazásáig (1989) a kolozsvári Állami Magyar Opera karmestere.

## Munkássága
Első zeneművét, a Sváb táncot Marosvásárhelyen tűzték műsorra 1967-ben; háromfelvonásos operája, a történelmi legendán alapuló Isztrosz király ősbemutatója a Konstancai Dalszínházban volt 1976-ban. Bukarestben és a bulgáriai Ruszéban, magyar szöveggel 1979-ben az Állami Magyar Operában is bemutatták; ezekről a RTV és a kolozsvári tv is felvételt készített. Népzenei anyagra komponált műve a Segesvár környéki szász táncok. Librettót írt ezenkívül A. Alessandrescu Acteon c. zenekari szvitjének balettváltozatához (1982).